# 富力盈凯广场
富力盈凯广场（英語：R&F Yingkai Square）是一栋位于中国广东省广州市天河区珠江新城内的超高层摩天大楼。据说其设计中的镂空模仿了竹子的结构。